# Bajo Martín
Bajo Martín is een comarca van de Spaanse provincie Teruel. De hoofdstad is Híjar, de oppervlakte 795,20 km² en het heeft 7383 inwoners (2002).

## Gemeenten
Albalate del Arzobispo, Azaila, Castelnou, Híjar, Jatiel, La Puebla de Híjar, Samper de Calanda, Urrea de Gaén en Vinaceite.